# Красная Заря (Тверская область)
Кра́сная Заря́ — посёлок сельского типа в Вышневолоцком городском округе Тверской области.

## География
Расположен в 30 км к юго-западу от Вышнего Волочка. Из пруда в центре посёлка вытекает речка (ручей) Яконовка (Тевелёвский или Цивилевский ручей), приток реки Цны.

## История
В 1859 году в списке населенных мест Тверской губернии значится владельческое село Яконово, 27 дворов, 224 жителя.
В 1859 году в селе Яконово была построена деревянная Воскресенская кладбищенская церковь, в 1863 году построена каменная Покровская церковь, метрические книги с 1780 года.
Во второй половине XIX — начале XX века село было центром прихода Кузнецовской волости Вышневолоцкого уезда. По данным 1886 года в селе 35 дворов, 223 жителя. В это время здесь волостное правление Кузнецовской волости, земское училище (открыто в 1882 году), 3 мелочных лавки, близ села стекольный завод и при нём харчевая лавка. Жители села занимались промыслами: рабочие на заводе, ткачи, кузнецы, торговля.
В 1930-е годы от станции Баталино до стеклозавода построена узкоколейная железная дорога (19,5 км). В это же время завод получил название «Красная Заря». Он специализировался на выпуске водочных бутылок (клеймо — «СЯЗ»). В годы Великой Отечественной войны стеклозавод выпускал флаконы для стеклянных противопехотных мин ПМД-6Ф.
В 1940 году село Яконово — центр одноимённого сельсовета Вышневолоцкого района Калининской области, рядом посёлок Яконово (посёлок стеклозавода «Красная Заря»).
Позднее посёлок и село объединены в посёлок сельского типа Красная Заря. Имя села осталось в названиях: совхоз «Яконовский», Яконовская средняя школа.
В 1997 году в посёлке 266 хозяйств, 584 жителей.
До 2019 года посёлок входил в состав Лужниковского сельского поселения, с 2019 года — в составе Вышневолоцкого городского округа.

## Население
| 1859 | 1997 | 2002 | 2010 |
| ---- | ---- | ---- | ---- |
| 224  | ↗584 | ↘435 | ↘314 |

## Достопримечательности
- Колокольня церкви Покрова Пресвятой Богородицы села Яконово (1863 г.)[9].
- руины стекольного завода «Красная Заря» (XIX—XX в.)